# El sacrificio de Isaac (Caravaggio, Florencia)
El sacrificio de Isaac (en italiano, Sacrificio d'Isacco) es un cuadro de Caravaggio, pintado en 1603 y que se conserva en la Galería de los Uffizi en Florencia. No debe confundirse con el cuadro homónimo que se halla en la Universidad de Princeton, pintado en 1598. 

## Análisis
Es una pintura que en su tiempo escandalizó a Roma, a pesar de ser el sacrificio de Isaac un tema recurrente en el arte del barroco. El problema consistió en la reacción de Isaac, que hasta entonces había mostrado una actitud dócil ante su muerte, convirtiéndose en prefiguración de Cristo. Pero Caravaggio trata el asunto de otra forma, pues Abraham debe doblegar la resistencia de su vástago. Para la figura de Isaac pintó a su criado y posteriormente él mismo pintor Cecco Boneri.
John Murray, coleccionista inglés, la vendió a la Galería de los Uffizi en 1917. La iluminación del cuadro recae sobre la figura de Isaac, cuyo grito evoca la dramática experiencia de otros cuadros como Judith y Holofernes y Cabeza de Medusa.